# Приложна стрелба
Приложна стрелба е името на индивидуален стрелкови спорт. Използват се бойни пистолети със среден и голям калибър. Мишените са няколко, могат да бъдат движещи се, неподвижни и на различни дистанции. Често се разиграват различни сцени имитиращи действителни ситуации, като наказателните мишени изпълняват ролята на цивилни граждани. Стрелбата е често инстинктивна, почти без ползване на мерните прибори, целта е за максимално кратко време да бъдат поразени мишените с минимална неточна стрелба. Най-често се изисква двоен изстрел за поразяване на мишената. Най-голямата организация, регулираща правилата и изискванията към приложната стрелба, е IPSC. Най-новите техники и въведения в полицейската и армейска стрелба най-често водят началото си от техниките, създавани за състезателна цел в приложната стрелба.
Често названието „приложна стрелба“ в българския език се дава на практическата стрелба, която се разглежда като подготовка за реална престрелка, включително и тактическите ѝ похвати.